# HMS Surprise (livro)
HMS Surprise é um romance histórico naval de Patrick O'Brian. É o terceiro da série de histórias do capitão Jack Aubrey e do cirurgião-naval Stephen Maturin.

## Trama
Em HMS Surprise  Aubrey e Maturin recebem uma difícil missão. O alto comando da Marinha Britânica ordena que a dupla tome o rumo das Índias Orientais, para onde deve acompanhar um embaixador. Entre paisagens exóticas e aromas de plantas e frutas nunca sentidos, os tripulantes da fragata HMS Surprise vão testemunhar a superioridade avassaladora da esquadra de Napoleão. A aventura fica ainda mais emocionante quando aubrey precisa proteger uma frota de comerciantes ingleses contra o impiedoso comandante francês Linois, em uma batalha que quase leva a fragata de Aubrey à deriva.

## Lançamento
- 1973 (Reino Unido), Collins (ISBN 0002213168), 1973, capa-dura (primeira edição)
- 1973 EUA, Lippincott (ISBN ???), 1973, capa-dura (primeira edição americana)

### Edições (em inglês)
- W. W. Norton & Company; Reedição em capa-dura (1994) (ISBN 0393037037)
- Thorndike Press; Reedição em capa-dura (2000) (ISBN 0786219343)
- Harper Collins; Reedição em capa-dura (2002) (ISBN 0006499171)
- Blackstone Audiobooks; Audio CD (2004) (ISBN 078618597X)
- Fontana;

Paperback edition (1976) (ISBN 0006141811)
- Recorded Books, LLC; edição em áudio narrada por Patrick Tull